# Ophiacantha shepherdi
Ophiacantha shepherdi är en ormstjärneart som beskrevs av Baker och Devaney 1981. Ophiacantha shepherdi ingår i släktet Ophiacantha och familjen knotterormstjärnor. Inga underarter finns listade i Catalogue of Life.